# KNVB beker 2012-2013
La KNVB beker 2012-2013 è stata la 95ª edizione del torneo. È iniziata il 21 agosto 2012 e si è conclusa il 9 maggio 2013. L'AZ Alkmaar ha vinto il trofeo per la quarta volta.

## Primo turno
| Squadra 1        | Risultato         | Squadra 2        |
| ---------------- | ----------------- | ---------------- |
| 21 agosto 2012   |                   |                  |
| IJsselmeervogels | 6 – 2             | Argon            |
| 22 agosto 2012   |                   |                  |
| Excelsior '31    | 2 – 3 (dts)       | Lienden          |
| Rijnsburgse Boys | 2 – 1             | HSC '21          |
| Kloetinge        | 3 – 1             | EVV              |
| De Zouaven       | 3 – 2             | DETO             |
| HBS              | 3 – 2             | HHC              |
| Capelle          | 3 – 0             | GVV Unitas       |
| Noordwijk        | 4 – 1             | Sittard          |
| Hoogeveen        | 1 – 3             | DESO             |
| UNA              | 3 – 4 (dts)       | SVV Scheveningen |
| Chabab           | 1 – 2             | RVVH             |
| Staphorst        | 5 – 1             | Haaglandia       |
| Sparta Nijkerk   | 3 – 1             | WKE              |
| Kozakken Boys    | 5 – 0             | Alcides          |
| Spakenburg       | 0 – 4             | Achilles '29     |
| De Treffers      | 1 – 1 (5 – 6 dtr) | Montfoort        |
| SWZ              | 1 – 1 (6 – 5 dtr) | Jodan Boys       |
| JVC Cuijk        | 3 – 3 (5 – 4 dtr) | Barendrecht      |
| Xerxes           | 3 – 0             | NVC Naarden      |
| DVS '33          | 0 – 1             | AFC              |
| Lisse            | 4 – 2             | RKHVV            |
| Gemert           | 2 – 1             | VVSB             |
| Feyenoord        | 0 – 2 (dts)       | Hollandia        |
| ADO '20          | 3 – 2 (dts)       | Katwijk          |
| GVVV             | 4 – 0             | Groene Ster      |
| VVOG             | 3 – 3 (4 – 2 dtr) | Leonidas         |
| Internos         | 0 – 5             | ONS Sneek        |
| EHC              | 4 – 1             | Genemuiden       |

## Secondo turno
| Squadra 1         | Risultato         | Squadra 2       |
| ----------------- | ----------------- | --------------- |
| 25 settembre 2012 |                   |                 |
| SVV Scheveningen  | 2 – 1 (dts)       | TOP Oss         |
| AFC               | 0 – 1 (dts)       | Den Bosch       |
| Go Ahead Eagles   | 4 – 4 (4 – 3 dtr) | VVV-Venlo       |
| Sparta Rotterdam  | 3 – 2             | AGOVV           |
| Sparta Nijkerk    | 2 – 3             | De Graafschap   |
| JVC Cuijk         | 2 – 4 (dts)       | Eindhoven       |
| Hollandia         | 1 – 0             | Fortuna Sittard |
| Staphorst         | 2 – 0             | Montfoort       |
| ADO '20           | 4 – 1             | Almere City     |
| VVOG              | 0 – 0 (4 – 5 dtr) | Emmen           |
| Lisse             | 0 – 5             | RKC Waalwijk    |
| Sneek             | 1 – 1 (5 – 4 dtr) | Excelsior       |
| Roda JC           | 0 – 1 (dts)       | PEC Zwolle      |
| 26 settembre 2012 |                   |                 |
| RVVH              | 0 – 1             | Twente          |
| Rijnsburgse Boys  | 1 – 0             | Volendam        |
| Kloetinge         | 0 – 4             | Telstar         |
| DESO              | 1 – 5             | Cambuur         |
| N.E.C.            | 2 – 3 (dts)       | Feyenoord       |
| Gemert            | 0 – 3             | Vitesse         |
| Kozakken Boys     | 0 – 4             | Heerenveen      |
| SWZ               | 2 – 1 (dts)       | Noordwijk       |
| Willem II         | 0 – 2             | Dordrecht       |
| IJsselmeervogels  | 0 – 2             | ADO Den Haag    |
| Xerxes            | 3 – 3 (6 – 5 dtr) | Helmond Sport   |
| GVVV              | 1 – 2             | Groningen       |
| Lienden           | 0 – 4             | Heracles Almelo |
| MVV               | 1 – 3             | NAC Breda       |
| Capelle           | 3 – 4 (dts)       | HBS             |
| Utrecht           | 0 – 3             | Ajax            |
| 27 settembre 2012 |                   |                 |
| Achilles '29      | 2 – 3             | PSV             |
| De Zouaven        | 0 – 1             | EHC             |
| AZ Alkmaar        | 4 – 1             | Veendam         |

## Sedicesimi di finale
| Squadra 1        | Risultato         | Squadra 2        |
| ---------------- | ----------------- | ---------------- |
| 30 ottobre 2012  |                   |                  |
| De Graafschap    | 0 – 3             | Go Ahead Eagles  |
| Rijnsburgse Boys | 0 – 0 (7 – 6 dtr) | Emmen            |
| Cambuur          | 1 – 1 (4 – 3 dtr) | Telstar          |
| ADO '20          | 6 – 1             | Eindhoven        |
| Dordrecht        | 2 – 1             | SVV Scheveningen |
| Groningen        | 1 – 0             | ADO Den Haag     |
| 31 ottobre 2012  |                   |                  |
| RKC Waalwijk     | 2 – 4             | PEC Zwolle       |
| PSV              | 3 – 1             | EHC              |
| Heracles Almelo  | 2 – 0             | Sparta Rotterdam |
| NAC Breda        | 1 – 1 (4 – 2 dtr) | HBS              |
| Vitesse          | 4 – 0             | Staphorst        |
| ONS Sneek        | 0 – 2             | Ajax             |
| 1º novembre 2012 |                   |                  |
| Twente           | 1 – 2             | Den Bosch        |
| Heerenveen       | 1 – 0             | Hollandia        |
| SWZ              | 1 – 4             | AZ Alkmaar       |
| Xerxes           | 0 – 4             | Feyenoord        |

## Ottavi di finale
| Squadra 1        | Risultato         | Squadra 2       |
| ---------------- | ----------------- | --------------- |
| 18 dicembre 2012 |                   |                 |
| Dordrecht        | 2 – 4             | AZ Alkmaar      |
| Den Bosch        | 1 – 0             | Cambuur         |
| Rijnsburgse Boys | 0 – 4             | PSV             |
| 19 dicembre 2012 |                   |                 |
| NAC Breda        | 1 – 3             | Heracles Almelo |
| Go Ahead Eagles  | 2 – 3 (dts)       | PEC Zwolle      |
| Vitesse          | 10 – 1            | ADO '20         |
| Heerenveen       | 2 – 2 (6 – 7 dtr) | Feyenoord       |
| 20 dicembre 2012 |                   |                 |
| Groningen        | 0 – 3             | Ajax            |

## Quarti di finale
| Squadra 1       | Risultato | Squadra 2       |
| --------------- | --------- | --------------- |
| 29 gennaio 2013 |           |                 |
| Den Bosch       | 0 – 5     | AZ Alkmaar      |
| 30 gennaio 2013 |           |                 |
| PEC Zwolle      | 3 – 2     | Heracles Almelo |
| PSV             | 2 – 1     | Feyenoord       |
| 31 gennaio 2013 |           |                 |
| Vitesse         | 0 – 4     | Ajax            |

## Semifinali
| Squadra 1  | Risultato | Squadra 2  |
| ---------- | --------- | ---------- |
| PEC Zwolle | 0 - 3     | PSV        |
| Ajax       | 0 - 3     | AZ Alkmaar |

| Arbitro: | Ruud Bossen |

|  |           |                       |
|  | Marcatori | 16’, 34’, 85’ Locadia |

| Arbitro: | Kevin Blom |

|  |           |                                     |
|  | Marcatori | 74’, 90+3’ Altidore 88’ Guðmundsson |

## Finale
| Squadra 1  | Risultato | Squadra 2 |
| ---------- | --------- | --------- |
| AZ Alkmaar | 2 - 1     | PSV       |

| Arbitro: | Björn Kuipers |

|                        |           |             |
| Maher 12’ Altidore 14’ | Marcatori | 31’ Locadia |